# Noël sans cadeaux
Noël sans cadeaux (Gift of the Magi) est un téléfilm de Noël américain réalisé par Lisa Mulcahy et diffusé le 16 décembre 2010 sur Hallmark Channel. C'est une adaptation de la nouvelle éponyme écrite par O. Henry en 1905.

## Synopsis
Della et Jim forment un jeune couple fraichement marié, mais désargenté. Ils viennent de s'installer dans leur nouvel appartement alors que Noël approche. Tandis que Jim passe son temps à retaper une vieille Chevrolet, Della s'intéresse à la photographie. La logique voudrait qu'ils s'offrent un cadeau en rapport avec leur passion respective, jusqu'au jour où leur voiture est volée. Se promettant de faire des économies et de ne rien s'acheter à Noël, Della et Jim vont pourtant, chacun de leur côté, tout faire pour offrir un cadeau à leur moitié…

## Fiche technique
- Titre original : Gift of the Magi
- Réalisation : Lisa Mulcahy
- Scénario : Jennifer Notas
- Photographie : Ciaran Tanham
- Musique : Stephen McKeon (en)
- Pays : États-Unis
- Durée : 85 minutes

## Distribution
- Marla Sokoloff : Della Young
- Mark Webber : Jim Young
- Glynis Casson : Mrs. Greenwood
- Thomas Grube : Mitch
- Gary Hetzler : Clint Greer
- Clelia Murphy : Simone
- Orla Tobin (en) : un collègue
- Lesa Thurman : Hillary Brodski
- Ashley Greene : Renee
- Tomás Ó Súilleabháin (en) : Ian McDermott